# Lista symboli matematycznych
Lista symboli matematycznych – artykuł zawierający listę podstawowych symboli i oznaczeń matematycznych.
Wiele symboli może być zaprzeczonych przez ich przekreślenie lub przekreślenie ich części, np. {\displaystyle \notin } oznaczający brak przynależności do zbioru jest zaprzeczeniem symbolu {\displaystyle \in } oznaczającego przynależność elementu do zbioru, czy też {\displaystyle \supseteq ,\subseteq } oznaczający niewłaściwe zawieranie zbiorów oraz {\displaystyle \varsupsetneq ,\varsubsetneq } oznaczający explicité właściwe zawieranie zbiorów. W niektórych symbolach poniżej przez {\displaystyle \cdot } oraz {\displaystyle \bullet } oznaczone są miejsca przyłożenia argumentów i parametrów. W większości wypadków nazwy zbiorów i operatorów można pisać wielką lub małą literą (choć ustalony jest często jeden z zapisów), jednak czasami wielkość liter ma znaczenie, np. {\displaystyle \arg } oraz {\displaystyle \operatorname {Arg} .}

## Lista

### Ważne działania i relacje
| Symbol | Znaczenie                                   | Czytanie                                                                                                 |
| --- | ------------------------------------------- | --- |
| {\displaystyle +,-,\cdot ,{\tfrac {\ \cdot \ }{\ \cdot \ }}(\div ,\colon )}                                     | dodawanie, odejmowanie, mnożenie, dzielenie | dodać, odjąć, razy, przez                                                                                |
| {\displaystyle \ast }                                                                                           | splot funkcji, mnożenie                     | |
| {\displaystyle =}                                                                                               | równość                                     | równa się, jest                                                                                          |
| {\displaystyle <,>}                                                                                             | nierówności (ostre, mocne)                  | mniejsze niż, większe niż                                                                                |
| {\displaystyle \leqslant (\leq ),\geqslant (\geq )}                                                             | nierówności (nieostre, słabe)               | mniejsze niż lub równe = niewiększe niż, większe niż lub równe = niemniejsze                             |
| {\displaystyle \ll ,\gg }                                                                                       | oszacowania; absolutna ciągłość             | dużo mniejsze, dużo większe; absolutnie ciągłe względem                                                  |
| {\displaystyle \equiv ,{\overset {\underset {\mathrm {ozn} }{\ }}{=}}}                                          | tożsamość                                   | tożsame z, oznaczane                                                                                     |
| {\displaystyle a{\bmod {b}}}                                                                                    | dzielenie z resztą                          | reszta z dzielenia {\displaystyle a} przez {\displaystyle b}, {\displaystyle a} modulo {\displaystyle b} |
| {\displaystyle a\equiv b{\pmod {c}}}                                                                            | kongruencja                                 | {\displaystyle a} przystaje do {\displaystyle b} modulo {\displaystyle c}                                |
| {\displaystyle \cong ,\simeq }                                                                                  | izomorfizm                                  | izomorficzne, równe (z dokładnością do izomorfizmu)                                                      |
| {\displaystyle \approx ,\cong }                                                                                 | przybliżenie                                | (równe) w przybliżeniu                                                                                   |
| {\displaystyle :=,{\overset {\underset {\mathrm {def} }{\ }}{=}},{\overset {\underset {\mathrm {df} }{\ }}{=}}} | definicja                                   | zdefiniowane jako, (równe) z definicji                                                                   |

### Logika matematyczna i teoria mnogości
| Symbol                                                                                           | Znaczenie                                                   | Czytanie |
| ------------------------------------------------------------------------------------------------ | ----------------------------------------------------------- | --- |
| {\displaystyle \land ,\cdot ,\,.,\&}                                                             | koniunkcja                                                  | i (i równocześnie) |
| {\displaystyle \lor }                                                                            | alternatywa                                                 | lub |
| {\displaystyle \veebar ,{\dot {\vee }},\oplus }                                                  | alternatywa wykluczająca                                    | albo, inne nazwy: alternatywa rozłączna, różnica symetryczna, kontrawalencja                                                                                                   |
| {\displaystyle {\overline {\wedge }},\|,\uparrow }                                               | kreska Sheffera                                             | również funktor Sheffera, dysjunkcja, niewspółzachodzenie |
| {\displaystyle {\overline {\vee }}}                                                              | binegacja                                                   | ani A, ani B |
| {\displaystyle \sim ,\neg }                                                                      | negacja                                                     | nie, nieprawda, że |
| {\displaystyle \Rightarrow ,\to ,\supset }                                                       | implikacja                                                  | implikuje, wynika, pociąga |
| {\displaystyle \iff ,\leftrightarrow }                                                           | równoważność                                                | wtedy i tylko wtedy gdy |
| {\displaystyle \therefore }                                                                      | wniosek, konkluzja                                          | zatem, stąd lub w związku z tym |
| {\displaystyle \because }                                                                        | uzasadnienie                                                | ponieważ lub bo |
| {\displaystyle \{\cdot \}}                                                                       | zbiór                                                       | zbiór (złożony z) elementów {\displaystyle \cdot } (elementy oddzielane przecinkami lub średnikami)                                                                            |
| {\displaystyle \{\cdot :\bullet \},\{\cdot \|\bullet \}}                                         | zbiór                                                       | zbiór (złożony z) elementów {\displaystyle \cdot } takich, że {\displaystyle \bullet }                                                                                         |
| {\displaystyle (\cdot ),\{\cdot \}}                                                              | krotka, ciąg                                                | krotka/ciąg (złożona/y z) elementów {\displaystyle \cdot } (oddzielane przecinkami lub średnikami), krotka dla dwóch elementów: para uporządkowana (para), trzech: trójka itp. |
| {\displaystyle \subset ,\subseteq ,\supset ,\supseteq }                                          | inkluzja (właściwa, niewłaściwa)                            | zawiera się, jest zawarte; zawiera |
| {\displaystyle \in ,\ni }                                                                        | przynależność do zbioru                                     | należy do (jest elementem), zawiera w sobie element |
| {\displaystyle \varnothing ,\emptyset ,\{\}}                                                     | zbiór pusty                                                 | |
| {\displaystyle \cup ,\bigcup }                                                                   | suma zbiorów                                                | |
| {\displaystyle \cap ,\bigcap }                                                                   | iloczyn zbiorów                                             | również przekrój zbiorów |
| {\displaystyle \setminus ,\smallsetminus ,-}                                                     | różnica zbiorów                                             | |
| {\displaystyle /}                                                                                | zbiór ilorazowy                                             | również przez |
| {\displaystyle \times ,\prod }                                                                   | iloczyn kartezjański                                        | również produkt |
| {\displaystyle \operatorname {card} ,\#\cdot ,\|\cdot \|,\,{\overline {\overline {\ \cdot \ }}}} | moc zbioru                                                  | |
| {\displaystyle \aleph _{0}}                                                                      | moc nieskończonego zbioru przeliczalnego                    | alef zero |
| {\displaystyle {\mathfrak {c}}}                                                                  | continuum, moc zbioru liczb rzeczywistych                   | kontinuum |
| {\displaystyle \forall ,\bigwedge ,\Pi }                                                         | kwantyfikator ogólny                                        | dla każdego, inne nazwy: uniwersalny, duży |
| {\displaystyle \exists ,\bigvee ,\Sigma }                                                        | kwantyfikator egzystencjalny                                | istnieje, inne nazwy: szczegółowy, mały |
| {\displaystyle \exists !,\bigvee !}                                                              | kwantyfikator jednoznaczności                               | istnieje dokładnie jeden |
| {\displaystyle \cdot {\big \|}_{\bullet }}                                                       | obcięcie {\displaystyle \cdot } do {\displaystyle \bullet } | również restrykcja, zawężenie (np. restrykcja funkcji) |
| {\displaystyle T}                                                                                | tautologia                                                  | zdanie zawsze prawdziwe |
| {\displaystyle F}                                                                                | kontradykcja                                                | zdanie zawsze fałszywe |

### Ważne zbiory i struktury
| Symbol                                                                                    | Znaczenie |
| ----------------------------------------------------------------------------------------- | --- |
| {\displaystyle \mathbb {N} ,\mathbb {N} _{0}}                                             | zbiór liczb naturalnych, liczby naturalne z zerem włącznie |
| {\displaystyle \mathbb {Z} ,\mathbb {Z} ^{+},\mathbb {Z} _{n}}                            | zbiór liczb całkowitych, liczby całkowite dodatnie, pierścień reszt modulo n                                                                                    |
| {\displaystyle \mathbb {Q} ,\mathbb {Q} ^{+},\mathbb {Q} _{p}}                            | zbiór liczb wymiernych, zbiór liczb wymiernych dodatnich, liczby p-adyczne                                                                                      |
| {\displaystyle \mathbb {R} ,\mathbb {R} ^{+},{\overline {\mathbb {R} }},\mathbb {R} ^{*}} | zbiór liczb rzeczywistych, zbiór liczb rzecz. dodatnich, zbiór liczb rzecz. uzupełniony o {\displaystyle \{+\infty ,-\infty \},} zbiór liczb hiperrzeczywistych |
| {\displaystyle \mathbb {C} ,{\widehat {\mathbb {C} }}}                                    | zbiór liczb zespolonych, zbiór liczb zesp. uzupełniony o {\displaystyle \{\infty \}}                                                                            |
| {\displaystyle \mathbb {H} }                                                              | zbiór kwaternionów |
| {\displaystyle \mathbb {O} }                                                              | zbiór oktaw Cayleya |
| {\displaystyle \mathbb {S} }                                                              | zbiór sedenionów |

### Geometria i topologia
| Symbol                                                                                      | Znaczenie                    | Czytanie                       |
| ------------------------------------------------------------------------------------------- | ---------------------------- | ------------------------------ |
| {\displaystyle \\|}                                                                         | równoległość                 | równoległe z                   |
| {\displaystyle \perp }                                                                      | prostopadłość, ortogonalność | prostopadłe do, ortogonalne do |
| {\displaystyle \sphericalangle ,\measuredangle ,\angle }                                    | kąt                          |                                |
| {\displaystyle \Box ,\triangle }                                                            | kwadrat, trójkąt             |                                |
| {\displaystyle \operatorname {cl} ,{\overline {\ \cdot \ }}}                                | domknięcie zbioru            |                                |
| {\displaystyle \operatorname {bd} ,\operatorname {fr} ,\partial }                           | brzeg zbioru                 |                                |
| {\displaystyle \operatorname {int} ,{\overset {\circ }{\cdot }},\cdot ^{\circ },\cdot ^{0}} | wnętrze zbioru               |                                |
| {\displaystyle \cdot ^{d}}                                                                  | pochodna zbioru              |                                |
| {\displaystyle \cdot ',\cdot ^{c}}                                                          | dopełnienie zbioru           |                                |

### Analiza matematyczna
| Symbol                                                                           | Znaczenie | Czytanie |
| -------------------------------------------------------------------------------- | --- | --- |
| {\displaystyle a^{b},x^{2},x^{3}}                                                | potęga | {\displaystyle a} do (potęgi) {\displaystyle b}, {\displaystyle x} kwadrat ({\displaystyle x} do kwadratu), {\displaystyle x} sześcian ({\displaystyle x} do sześcianu) |
| {\displaystyle {\sqrt {x}},{\sqrt[{3}]{x}},{\sqrt[{y}]{x}}}                      | pierwiastek arytmetyczny, pierwiastek algebraiczny                                                                             | zwykle po prostu pierwiastek (kwadratowy), sześcienny, stopnia {\displaystyle y} z {\displaystyle x}                                                                    |
| {\displaystyle d,D}                                                              | różniczka | |
| {\displaystyle {\tfrac {\partial f}{\partial x}}}                                | różniczka cząstkowa | |
| {\displaystyle f',f'',{\tfrac {df}{dx}}}                                         | pochodna funkcji | {\displaystyle f} prim, {\displaystyle f} bis, {\displaystyle df} po {\displaystyle dx}                                                                                 |
| {\displaystyle {\dot {x}},{\ddot {x}},\dots ,}                                   | pochodna zupełna po czasie tj; {\displaystyle {\dot {x}}:={\frac {\operatorname {d} \!x}{\operatorname {d} \!t}}}              | pierwsza, druga, ... pochodna {\displaystyle x} (nie używa się zwykle do trzeciej, czwartej włącznie)                                                                   |
| {\displaystyle {\tfrac {\partial f}{\partial x_{i}}},D_{i}f}                     | pochodna kierunkowa, pochodna cząstkowa                                                                                        | {\displaystyle df} po {\displaystyle dx}, {\displaystyle i}-ta pochodna cząstkowa                                                                                       |
| {\displaystyle \int ,\;\int \limits _{a}^{b},\int \limits _{A}}                  | całka (nieoznaczona), całka oznaczona od {\displaystyle a} do {\displaystyle b,} całka po (zbiorze) {\displaystyle A}          | |
| {\displaystyle \iint ,\iiint ,\iiiint ,\oint }                                   | całka podwójna (powierzchniowa), potrójna, poczwórna, krzywoliniowa (okrężna; po krzywej zamkniętej)                           | |
| {\displaystyle C}                                                                | stała całkowania | |
| {\displaystyle (f\colon )A\to B}                                                 | odwzorowanie {\displaystyle (f)} z {\displaystyle A} w {\displaystyle B}                                                       | inne nazwy w artykule funkcja |
| {\displaystyle x\mapsto y}                                                       | wzór funkcji | {\displaystyle x} przechodzi na {\displaystyle y} |
| {\displaystyle C^{n},C^{n}(X)}                                                   | zbiór funkcji różniczkowalnych {\displaystyle n} razy (na zbiorze {\displaystyle X}) o ciągłej {\displaystyle n}-tej pochodnej | klasy {\displaystyle C^{n}} (na {\displaystyle X}) |
| {\displaystyle \sum _{i=0}^{n}~a_{i},\sum _{i=0}^{\infty }~a_{i},}               | suma, szereg | |
| {\displaystyle \prod _{i=0}^{n}~a_{i},\prod _{i=0}^{\infty }~a_{i}}              | iloczyn skończony, iloczyn nieskończony                                                                                        | również produkt |
| {\displaystyle \lim _{i\to x}~a_{i},a_{i}{\xrightarrow {i\to x}}\;\cdot }        | granica ciągu {\displaystyle a_{i}} przy {\displaystyle i} dążącym do {\displaystyle x}                                        | limes {\displaystyle a_{i}} przy {\displaystyle i} dążącym do {\displaystyle x}                                                                                         |
| {\displaystyle \lim _{x\to a}~f(x),f(x){\xrightarrow {x\to a}}\;\cdot }          | granica funkcji {\displaystyle f} w punkcie {\displaystyle a}                                                                  | limes {\displaystyle f(x)} przy {\displaystyle x} dążącym do {\displaystyle a}                                                                                          |
| {\displaystyle \lim _{x\to -a}~f(x),} {\displaystyle \lim _{x\to a_{-}}~f(x)}    | granica lewostronna funkcji {\displaystyle f} w punkcie {\displaystyle a}                                                      | |
| {\displaystyle \lim _{x\to +a}~f(x),} {\displaystyle \lim _{x\to a_{+}}~f(x)}    | granica prawostronna funkcji {\displaystyle f} w punkcie {\displaystyle a}                                                     | |
| {\displaystyle \limsup ,\liminf }                                                | granica górna, dolna | również limes superior, limes inferior |
| {\displaystyle \sup ,\inf }                                                      | kres górny, dolny | również supremum, infimum |
| {\displaystyle \max ,\min }                                                      | maksimum, minimum | |
| {\displaystyle \arg ,\operatorname {Arg} }                                       | argument liczby zespolonej, argument główny liczby zespolonej                                                                  | |
| {\displaystyle [\ \cdot \ ],\lfloor \cdot \rfloor ,\operatorname {Ent} (\cdot )} | część całkowita | również podłoga, entier |
| {\displaystyle \lceil \cdot \rceil }                                             | sufit | również powała |
| {\displaystyle \{\cdot \}}                                                       | część ułamkowa | również mantysa |
| {\displaystyle \operatorname {supp} }                                            | nośnik funkcji, nośnik miary, nośnik permutacji                                                                                | zwykle po prostu nośnik |
| {\displaystyle \operatorname {re} ,\Re }                                         | część rzeczywista | również realis |
| {\displaystyle \operatorname {im} ,\Im }                                         | część urojona | również imaginaris |

### Niektóre stałe
| Symbol                               | Znaczenie                      |
| ------------------------------------ | ------------------------------ |
| {\displaystyle \pi }                 | liczba pi                      |
| {\displaystyle e}                    | podstawa logarytmu naturalnego |
| {\displaystyle \gamma }              | stała Eulera                   |
| {\displaystyle \phi }                | złota liczba                   |
| {\displaystyle i}, {\displaystyle j} | jednostka urojona              |

### Ważne funkcje
| Symbol | Znaczenie | Uwagi                    |
| --- | --- | ------------------------ |
| {\displaystyle \sin ,\cos ,\operatorname {tg} ,} {\displaystyle \sec ,\operatorname {cosec} ,\operatorname {ctg} ,\operatorname {tgi} }                                                                | sinus, cosinus, tangens, secans, cosecans, cotangens, tangens całkowy | funkcje trygonometryczne |
| {\displaystyle \arcsin ,\arccos ,\operatorname {arctg} ,} {\displaystyle \operatorname {arcsec} ,\operatorname {arccosec} ,\operatorname {arcctg} }                                                    | arcus sinus, arcus cosinus, arcus tangens, arcus secans, arcus cosecans, arcus cotangens                                                                                                | funkcje cyklometryczne   |
| {\displaystyle \sinh ,\cosh ,\operatorname {tgh} ,} {\displaystyle \operatorname {sech} ,\operatorname {cosech} ,\operatorname {ctgh} }                                                                | sinus hiperboliczny, cosinus hiperboliczny, tangens hiperboliczny, secans hiperboliczny, cosecans hiperboliczny, cotangens hiperboliczny                                                | funkcje hiperboliczne    |
| {\displaystyle \operatorname {tgi} ,\operatorname {arsinh} ,\operatorname {arcosh} ,\operatorname {artgh} ,} {\displaystyle \operatorname {arsech} ,\operatorname {arcosech} ,\operatorname {arctgh} } | tangens całkowy, area sinus hiperboliczny, area cosinus hiperboliczny, area tangens hiperboliczny, area secans hiperboliczny, area cosecans hiperboliczny, area cotangens hiperboliczny | funkcje area             |
| {\displaystyle \exp ,a^{\cdot }} | funkcja eksponencjalna, funkcja wykładnicza |                          |
| {\displaystyle \ln ,\log _{2},\log ,\log _{a}} | logarytm naturalny, logarytm binarny, logarytm dziesiętny, logarytm przy podstawie {\displaystyle a}                                                                                    | funkcja logarytmiczna    |
| {\displaystyle \operatorname {Ei} ,\operatorname {li} } | funkcja całkowo-wykładnicza, logarytm całkowy |                          |
| {\displaystyle \operatorname {Si} ,\operatorname {Ci} } | sinus całkowy, cosinus całkowy |                          |
| {\displaystyle \operatorname {erf} } | funkcja błędu |                          |
| {\displaystyle \operatorname {sinc} } | funkcja sinc |                          |
| {\displaystyle \Gamma } | funkcja gamma |                          |
| {\displaystyle \psi } | logarytmiczna pochodna |                          |
| {\displaystyle \zeta } | funkcja dzeta Riemanna |                          |
| {\displaystyle \operatorname {sign} } | funkcja znaku |                          |
| {\displaystyle \sigma } | funkcja sigma |                          |
| {\displaystyle \phi } | funkcja phi |                          |
| {\displaystyle \pi } | funkcja pi |                          |

### Algebra
| Symbol                                                                                    | Znaczenie                                          | Czytanie                            |
| ----------------------------------------------------------------------------------------- | -------------------------------------------------- | ----------------------------------- |
| {\displaystyle (\cdot ),[\ \cdot \ ]}                                                     | wektor, macierz                                    |                                     |
| {\displaystyle \odot ,\otimes }                                                           | wektor skierowany do/od obserwatora                |                                     |
| {\displaystyle \oplus }                                                                   | suma prosta                                        |                                     |
| {\displaystyle {\begin{smallmatrix}\cdot \\\perp \end{smallmatrix}}}                      | ortogonalna suma prosta                            |                                     |
| {\displaystyle \otimes }                                                                  | iloczyn tensorowy                                  |                                     |
| {\displaystyle \deg }                                                                     | stopień wielomianu                                 |                                     |
| {\displaystyle \det ,\|\cdot \|}                                                          | wyznacznik                                         | determinant                         |
| {\displaystyle \ker }                                                                     | jądro                                              |                                     |
| {\displaystyle /}                                                                         | grupa ilorazowa, pierścień ilorazowy               | również przez                       |
| {\displaystyle \trianglelefteq (\vartriangleleft ),\trianglerighteq (\vartriangleright )} | (właściwa) podgrupa normalna (właściwy) ideał      |                                     |
| {\displaystyle \blacktriangleleft (\operatorname {char} ),\blacktriangleright }           | podgrupa charakterystyczna                         |                                     |
| {\displaystyle \times ,\prod }                                                            | iloczyn kartezjański, iloczyn prosty               | również produkt, produkt prosty     |
| {\displaystyle \times ,\coprod }                                                          | iloczyn prosty (zewnętrzny)                        | również produkt prosty (zewnętrzny) |
| {\displaystyle \ltimes ,\rtimes ,\leftthreetimes ,\rightthreetimes }                      | iloczyn półprosty                                  | również produkt półprosty           |
| {\displaystyle {\overline {\ \cdot \ }}}                                                  | sprzężenie liczby, sprzężenie macierzy (trywialne) |                                     |
| {\displaystyle \cdot ^{\star },{}^{\dagger }}                                             | sprzężenie hermitowskie macierzy                   |                                     |
| {\displaystyle \cdot ^{T}}                                                                | przestawienie macierzy                             | również transpozycja                |
| {\displaystyle \parallel \centerdot \parallel }                                           | norma                                              |                                     |

### Inne
| Symbol                                                                                        | Znaczenie                                              | Czytanie |
| --------------------------------------------------------------------------------------------- | ------------------------------------------------------ | --- |
| {\displaystyle \infty }                                                                       | nieskończoność                                         | |
| {\displaystyle ,}                                                                             | separator dziesiętny                                   | i |
| {\displaystyle \colon ,\|}                                                                    |                                                        | taki, że |
| {\displaystyle \dim }                                                                         | wymiar                                                 | |
| {\displaystyle {\tbinom {n}{k}}}                                                              | symbol Newtona                                         | {\displaystyle n} nad {\displaystyle k} albo {\displaystyle n} po {\displaystyle k}                                                                       |
| {\displaystyle (a,b),\;(a;b)} {\displaystyle ]a,b[,\;]a;b[,}                                  | przedział (obustronnie) otwarty {\displaystyle a,b}    | |
| {\displaystyle [a,b],\;[a;b],} {\displaystyle \langle a,b\rangle ,\;\langle a;b\rangle }      | przedział (obustronnie) domknięty {\displaystyle a,b}  | |
| {\displaystyle \pm ,\mp }                                                                     | plus lub minus, minus lub plus                         | również plus-minus, minus-plus |
| {\displaystyle O(\cdot ),o(\cdot ),\Omega (\cdot ),\omega (\cdot ),\Theta (\cdot )}           | asymptotyczne tempo wzrostu                            | oprócz nazw odczytywanych również: jest co najwyżej rzędu, jest rzędu niższego niż, jest co najmniej rzędu, jest rzędu wyższego niż, jest dokładnie rzędu |
| {\displaystyle \cdot ^{\star }}                                                               | sprzężenie hermitowskie                                | |
| {\displaystyle \operatorname {dom} }                                                          | dziedzina                                              | |
| {\displaystyle \operatorname {im} ,\operatorname {rg} }                                       | obraz                                                  | |
| {\displaystyle \nabla (\operatorname {grad} ),\Delta ,\Box }                                  | nabla (gradient), laplasjan, dalambercjan              | również operator Laplace’a, d’Alemberta |
| {\displaystyle \operatorname {rot} (\operatorname {curl} ,d),\operatorname {div} }            | rotacja, dywergencja                                   | |
| {\displaystyle \otimes ,\times ,\cdot }                                                       | iloczyn tensorowy, iloczyn wektorowy, iloczyn skalarny | |
| {\displaystyle \langle \cdot ,\cdot \rangle ,\langle \cdot \|\cdot \rangle ,(\cdot \|\cdot )} | iloczyn skalarny                                       | |
| {\displaystyle \circ }                                                                        | złożenie funkcji                                       | złożone z |
| n!                                                                                            | silnia                                                 | |
| !n                                                                                            | podsilnia                                              | |